# سيرجي درازدوف
سيرجي درازدوف هو لاعب كرة الماء كازاخستاني، ولد في 23 أكتوبر 1969 في ألماتي في كازاخستان.

## وصلات خارجية
- سيرجي درازدوف على موقع الاتحاد الدولي للسباحة (الإنجليزية)
- سيرجي درازدوف على موقع اللجنة الأولمبية الدولية (الإنجليزية)
- سيرجي درازدوف على موقع أوليمبيديا (الإنجليزية)